# Плацебо
 Тази статия е за медицинския термин.  За за британската рок група вижте Пласибо.  
Плацебо (от лат.: placebo – трябва да угаждам) е всяка симулирана, иначе медицински неефективна интервенция (операция, химически разтвор, хапче или психотерапия), която се назначава с предполагаемо терапевтично въздействие, каквото всъщност няма. Понякога пациенти, получаващи плацебо лечение (инертно вещество, напр. захарно хапче), за което обаче вярват, че е ефективна интервенция, могат да получат въображаемо или действително подобрение на медицинското си състояние – ефект, наричан плацебо ефект.
В клиничните изпитания на медикаменти се използва плацебо, което се дава на определена част от изследваните пациенти, означавани като „контролна група“. На останалите – т.нар. „тестова група“ се дава изпитваното лекарство. Чрез сравнение на резултатите между двете групи се определя терапевтичният ефект на лекарството. Често при тези тестове плацебото „постига“ позитивен или негативен терапевтичен ефект, което се дължи на психологични причини от автосугестивен характер, които са статистически прогнозируеми и измерими за целите на изследването.

## Плацебо ефект
Плацебо ефектът, познат още под термина неспецифични ефекти, е феномен, при който симптомите на пациента могат да се подобрят при наличие на неуспешно или лъжливо лечение само защото пациентът вярва, че ще се възстанови или че лечението му помага независимо от медицинската гледна точка.
Пример: Лекар казва на свой пациент, че ще му инжектира много ефикасно лекарство за лечение на неговата болест. В действителност лекарят инжектира най-обикновен физиологичен разтвор на пациента, но последният не знае това. Той вярва, че му е инжектирано лекарство, което ще му помогне. В резултат пациентът действително показва подобрение просто защото вярва в това. Плацебо е пример за начина, по който психиката може да въздейства върху тялото. Въздействието може да бъде и негативно.
Масово е разпространено мнението, че „дори и да не помогне, плацебото не вреди“.

### На български език
- Еванс, Ф. Дж. (1998). Плацебо. В: Корсини, Р. Дж. (Ред.), Енциклопедия по психология (стр. 792 – 793). София: „Наука и изкуство“. ISBN 954-02-0210-8

### На английски език
- Lanotte et al. (2005). Expectation enhances autonomic responses to stimulation of the human subthalamic limbic region. Brain, Behavior, and Immunity, 19(6), 500 – 509. DOI:10.1016/j.bbi.2005.06.004